# Fontana dei Quattro Leoni
La Fontana dei Quattro Leoni (o anche Fontana dei Leoni) si trova a Solofra nella piazza dinanzi alla Collegiata di San Michele Arcangelo lungo il lato ovest del Palazzo Ducale Orsini.
Opera di architettura, oltre che di scultura, la Fontana mette in mostra l’abilità e la tecnica degli artigiani dell’epoca, evidenziando la capacità di lavorare una pietra molto dura, trasmettendo alla pietra morbidezza e leggerezza, sebbene essa sia un materiale pesante.

## Storia e descrizione
La fontana dei Quattro Leoni fu realizzata nel 1733 da Nicola e da Arcangelo Antinolfi, esperti artigiani di Cava de' Tirreni. Essa serviva, oltre che all'approvvigionamento idrico del popolo, a raccogliere le acque che provenivano dal casale Sorbo. Infatti la sua collocazione originale era all'incrocio tra piazza Umberto I, via Agostino Landolfi, via Felice de Stefano e via Lavinaio, per poi essere dislocata nell’attuale posizione nel 1956. Il monumento fu costruito per raccogliere l’acqua che veniva dalla località Sorbo, dove, a causa di una forte siccità, l’acqua era stata più razionalmente divisa. Alla sua costruzione, insieme alla canalizzazione dell’acqua, contribuirono gli abitanti di Capopiazza.
La fontana è in pietra calcarea locale. È leggermente rialzata da terra perché posta su due gradini. Si presenta in stile barocco. È composta da una vasca modanata, sempre in pietra, di forma quadrangolare, ai cui vertici sono presenti quattro leoni seduti, e dalla loro bocca scorre acqua che cade in vaschette semicircolari, proprio negli spigoli della vasca. Al centro di quest'ultima vi è un basamento quadrato che presenta sul lato rivolto alla Collegiata una lapide con un'iscrizione riguardante la sua costruzione e la sua funzione. Sulle altre tre facce, invece, è scolpito in bassorilievo lo stemma della Città, con il Sole antropomorfo. Tutto questo basamento sorregge quattro delfini, emittenti altra acqua, le cui code si innalzano intrecciandosi in una sorta di colonna che termina in un’altra vaschetta a forma di conchiglia nella quale zampilla acqua.
La fontana, oggi, non è del tutto aperta, solo i quattro leoni restano perennemente in funzione, per non sprecare acqua e per non erodere la pietra, già abbastanza deteriorata dal tempo.

## Citazione
PATRIUM SOLUM
SOL ILLUSTRE NOMEN INDIDIT

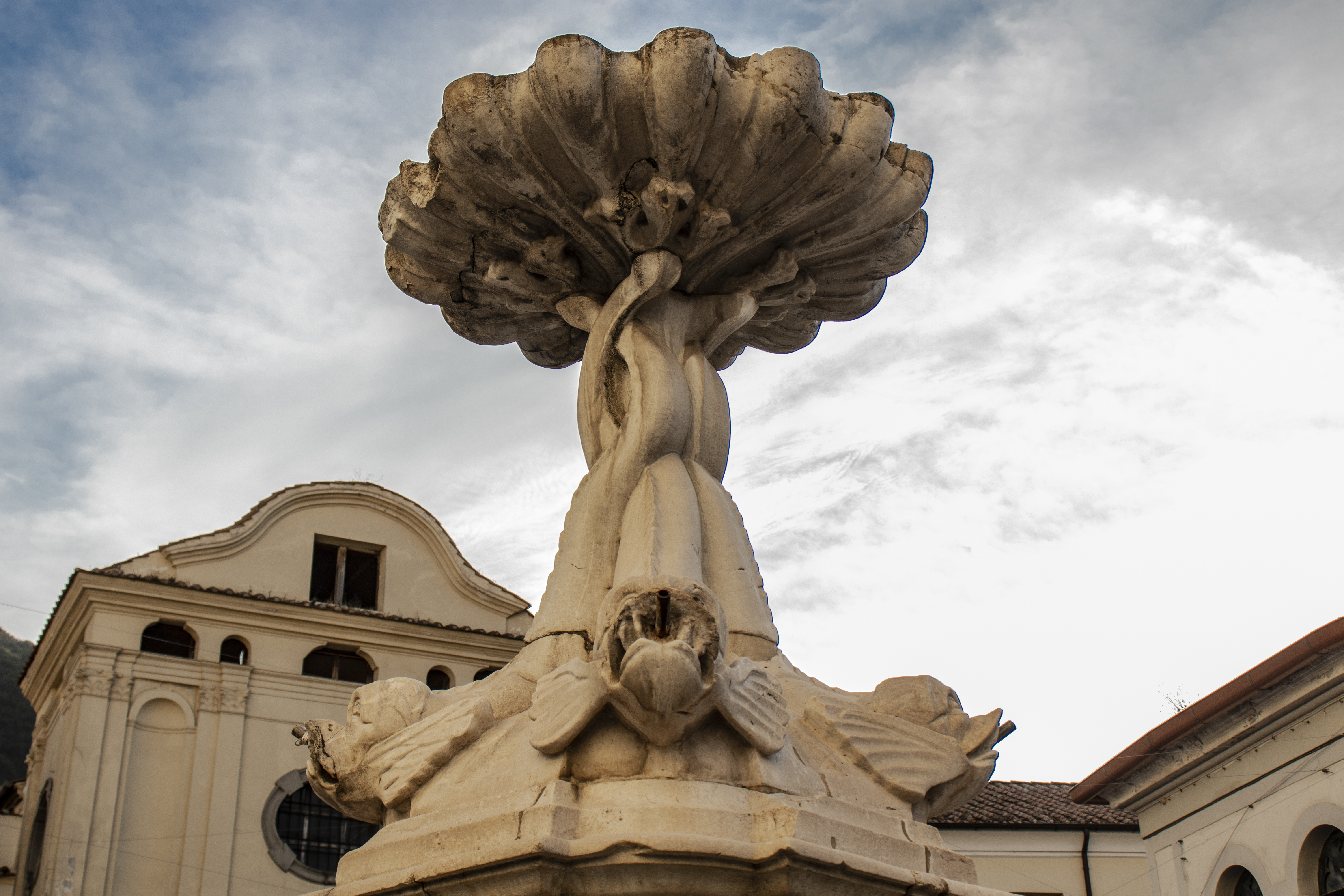
Parte superiore della Fontana dei Leoni di Solofra

AQUIS EXILARAT NITIDIS AC PERENNIBUS
HUC E PROXIMO MONTIUM IUGO
INGENTI SUMPTU TRADUCTIS
IAM NIHIL AB AESTIVIS TIMENDUM CALORIBUS
UBI CRISTALLINUS HIC FRIGIDUS HUMOR
PUBBLICI SERVIT OBLECTATIONI AC USUI ANNO HUMANAE REPARATAE SALUTIS
MDCCXXXIII
ET IN ELEGANTIORI FORMA REDACTUS
HUC TRANSLATUS FUIT
MDCCLII»
(L'iscrizione presente sulla lapide)
con terse acque perenni
qui dal prossimo giogo dei monti
con ingente spesa condotta
allieta la patria terra
che trasse preclaro nome dal sole
dove tal cristallina e frigida onda serve al comune uso e diletto
più nulla è da temere dai caldi dì estate
anno del signore 1733
E in più elegante forma ridotta
fu qui traslocata
1752»
(Traduzione)